# Oxira semiconfluens
Oxira semiconfluens là một loài bướm đêm trong họ Noctuidae.